# Carmen Amoraga
María Carmen Amoraga Toledo (Picanya, 7 settembre 1969) è una scrittrice, giornalista e politica spagnola.

## Biografia
Nata a Picanya nel 1969, è laureata in Scienze della Comunicazione all'Università di Cardenal Herrera prima di lavorare per il quotidiano valenzano Levante-EMV.
Il suo esordio nella narrativa risale al 1997 con Para que nada se pierda e da allora ha pubblicato numerosi romanzi, alcuni racconti e un saggio sulla maternità ed è stata insignita di diversi riconoscimenti l'ultimo dei quali è stato il Premio Nadal nel 2014 per La vida era eso.
Attiva nella carta stampata, in radio e in televisione, è membra del "Partido Socialista del País Valenciano" ed è stata deputata durante la IX Legislatura delle Corti Valenciane

## Opere

### Romanzi
- Para que nada se pierda (1997)
- Todas las caricias (2000)
- La larga noche (2003)
- Palabras más, palabras menos (2006)
- Algo tan parecido al amor (2007)
- La vita, intanto (El tiempo mientras tanto, 2010), Milano, Piemme, 2012 traduzione di Giuliana Calabrese ISBN 978-88-566-2239-3.
- El rayo dormido (2012)
- La vida era eso (2013)
- Enamorar(se) (2016)
- Basta con vivir (2017)

### Racconti
- Como un ancla (2007)
- Lo que son las cosas (2008)
- (Como si mi vida fuera) La letra de un tango (2008)

### Saggi
- Todo lo que no te contarán sobre la maternidad (2009)

## Alcuni riconoscimenti
- Premio Ateneo Joven de Sevilla de Novela: 1997 per Para que nada se pierda
- Premio Nadal: 2014 per La vida era eso